# All About Jazz
Az All About Jazz egy weboldal, amelyet Michael Ricci hozott létre 1995-ben. Az önkéntes munkatársak híreket, albumkritikákat, cikkeket, videókat és listákat tesznek közzé a dzsesszhez kapcsolódó koncertekről és egyéb eseményekről. Ricci egy kapcsolódó webhelyet is fenntart „Jazz Near You” néven, amely a helyi koncertekről és eseményekről szól.
A Jazz Journalists Association 2003 és 2015 között tizenhárom egymást követő évben választotta meg az All About Jazzt legjobb dzsesszről író webhelynek. 2007-ben havi 1,3 milliós olvasói csúcsot értek el. Egy másik forrás szerint az oldalnak több mint 500 000 olvasója van szerte a világon.
Ricci Philadelphiában született. Apja zenegyűjteményéből ismerte meg klasszikus- és a dzsesszzenét. Trombitálni tanult, és nyolc évesen már elment első dzsesszkoncertjére.
Számítógépes programozási múltját, a dzsessz és az internet iránti érdeklődését egyesítette az All About Jazz weboldal létrehozásával 1995-ben.
A weboldal kritikákat, interjúkat és cikkeket tesz közzé az Egyesült Államokban és a világ minden táján a dzsesszről, beleértve a fesztiválokról, koncertekről és egyéb eseményekről szóló információkat.
2016-ban Ricci megkapta a Jazz Bridge Ambassador Awardot a dzsesszhez való hozzájárulásáért.

## Hivatalos weboldal
- https://www.allaboutjazz.com/